# 私市 (交野市)
私市（きさいち）は、大阪府交野市にある地名。1丁目から9丁目まである。郵便番号は576-0033
、大字私市は576-0004。当地域の人口は5455人(大字私市を含む)。

## 概要
1889年（明治22年）から現在の大字名、および1975年（昭和50年）から現在の交野市の町名。交野市の南部、天野川の右岸に位置している。地名は、私部市の略で皇室領であったことに由来する。

## 歴史
- 1889年（明治22年）磐船村の大字となる。[5]
- 1939年（昭和14年）交野町の大字となる。[5]
- 1971年（昭和46年）交野市の大字となる。[5]

## 世帯数と人口
2023年（令和5年）5月31日現在の世帯数と人口は以下の通りである。
| 丁目       | 世帯数   | 人口   |
| ---------- | -------- | ------ |
| 大字私市   | 9世帯    | 23人   |
| 私市１丁目 | 152世帯  | 370人  |
| 私市２丁目 | 559世帯  | 1247人 |
| 私市３丁目 | 159世帯  | 424人  |
| 私市４丁目 | 381世帯  | 958人  |
| 私市５丁目 | 315世帯  | 751人  |
| 私市６丁目 | 356世帯  | 935人  |
| 私市７丁目 | 80世帯   | 198人  |
| 私市８丁目 | 226世帯  | 527人  |
| 私市９丁目 | 11世帯   | 22人   |
| 計         | 2248世帯 | 5455人 |

## 学区
市立の小・中学校に通う場合、学区は以下の通りとなる。
| 番・番地等 | 小学校             | 中学校             |
| ---------- | ------------------ | ------------------ |
| 全域       | 交野市立私市小学校 | 交野市立第四中学校 |

## 施設・寺社仏閣
- 星の里浄水場
- 星の里いわふね　交野市立いわふね自然の森スポーツ・文化センター
- 大阪公立大学附属植物園
- 獅子窟寺
- 天田神社
- 若宮神社
- 磐船神社

## 交通
- 京阪交野線 - 河内森駅
  - なお、私市駅は、町丁名では隣接する私市山手に所在する（私市との境界線付近）。
- 国道168号